# Literaturjahr 1734
Liste der Literaturjahre

◄◄ | Literaturjahr 1734 | 1735 | 1736 | ►►

Weitere Ereignisse
Dieser Artikel behandelt das Literaturjahr 1734.

## Ereignisse
- Die Society of Dilettanti wird von Teilnehmern einer Grand Tour als Londoner Dining society (Tischgesellschaft), einer Vereinigung von Sammlern, Gelehrten und Adeligen, formal gegründet. Die Gesellschaft verbindet Festlichkeiten mit einem liebhaberischen Studium der griechischen und römischen Antike. Die Gruppe steht zunächst unter dem Vorsitz von Francis Dashwood. Unter den Mitgliedern waren etliche Angehörige des britischen Hochadels und bekannte Persönlichkeiten wie Joshua Reynolds, David Garrick, Uvedale Price und Richard Payne Knight.[1]
- Der portugiesische Missionar Manuel da Assumpção beginnt mit seinen Arbeiten zu seiner in portugiesischer Sprache verfassten Grammatik der Bengalischen Sprache.[2]
- Kopien von Voltaires Lettres philosophiques sur les Anglais werden verbrannt. Außerdem wird ein Haftbefehl erlassen um den Verfasser zu arrestieren.[3]
- Le Cabinet du Philosophe, ein neues Periodika von Pierre de Marivaux erlebt einen wenig erfolgreichen Start.[4]

## Neuerscheinungen

### Prosa

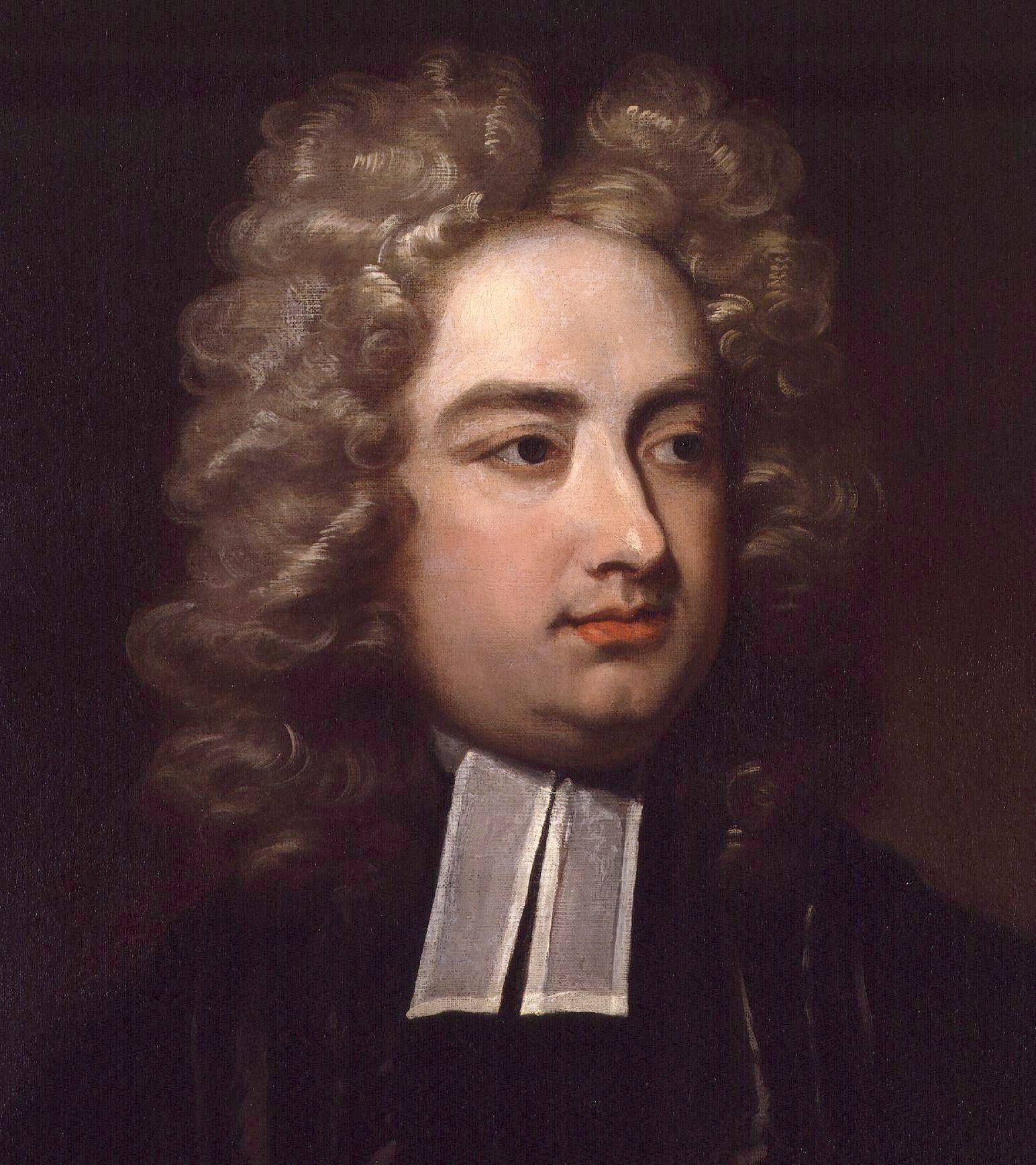
Jonathan Swift veröffentlicht 1734 A Beautiful Young Nymph Going to Bed

- Jonathan Swift – A Beautiful Young Nymph Going to Bed
- Robert Tatersal – The Bricklayer's Miscellany

### Drama
- Henry Carey, als Benjamin Bounce
  - Chrononhotonthologos
  - The Dragon of Wantley (Burleske)
- Henry Fielding
  - Don Quixote in England
  - The Intriguing Chambermaid
- Carlo Goldoni – Belisario

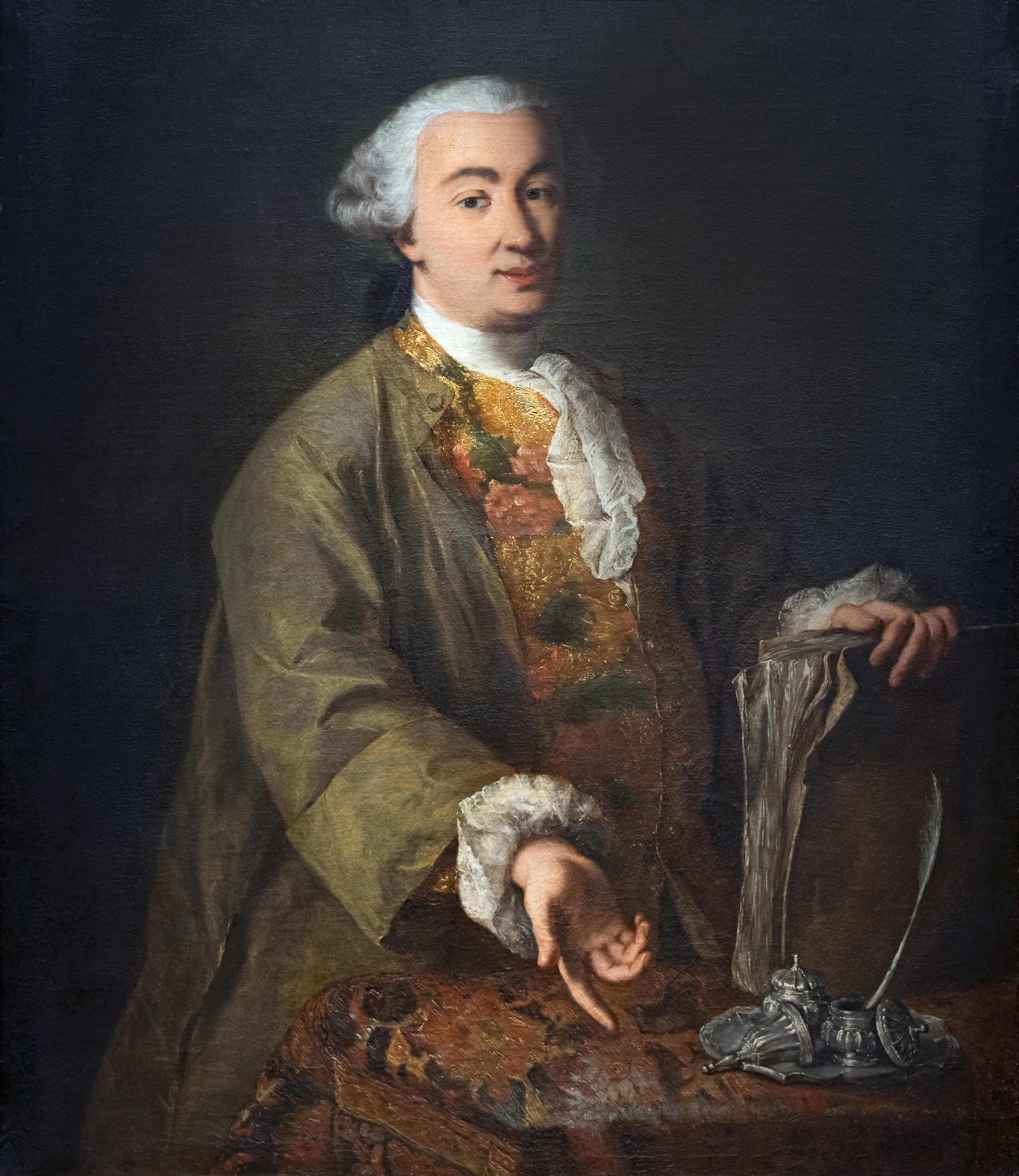
Carlo Goldonis Belisario feiert 1734 Premiere

- James Miller – The Mother-in-Law (Adaption von Molières Le Malade imaginaire und Monsieur de Pourceaugnac)
- Friederike Caroline Neuber – Ein Deutsches Vorspiel
- James Ralph – The Cornish Squire
- António José da Silva – Esopaida
- James Thomson – The Tragedy of Sophonisba

### Lyrik
- Anonymous – A Rap at the Rhapsody (als Antwort auf Jonathan Swifts On Poetry)[5]
- Jean Adam – Miscellany Poems[5]
- John Arbuthnot und andere Autoren – Gnothi Seauton: Know Yourself, anonym veröffentlicht.[5]
- Mary Barber – Poems on Several Occasions[5]
- Isaac Hawkins Browne, der Ältere – On Design and Beauty, anonym veröffentlicht.[5]
- Robert Dodsley – An Epistle to Mr. Pope[5]
- Stephen Duck – Truth and Falsehood[5]

- William Dunkin:
  - The Lover's Web[5]
  - The Poet's Prayer[5]

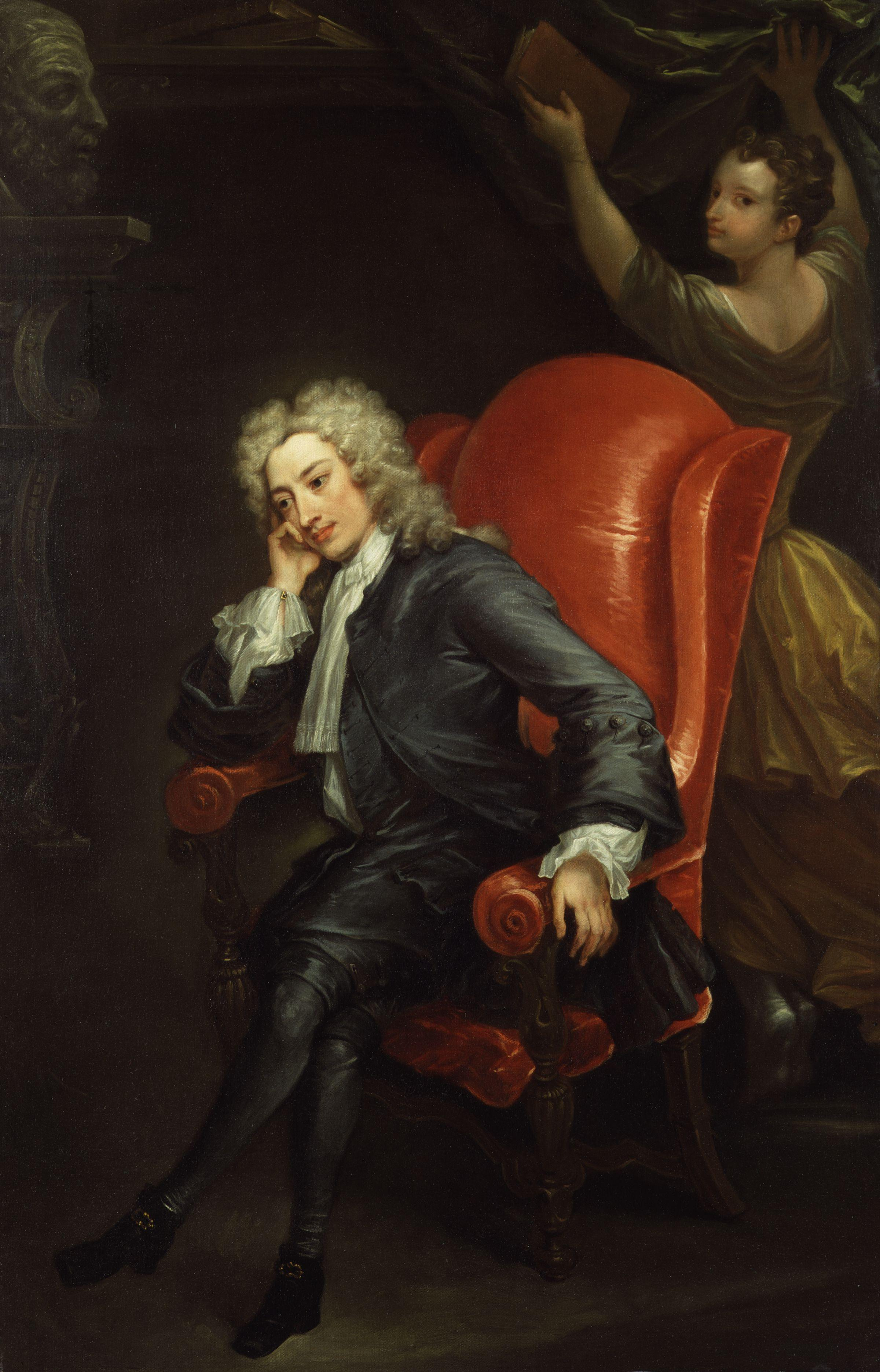
Alexander Pope veröffentlicht 1734 seine letzten Episteln

- Jean-Baptiste Gresset – Vert-Vert, (nach manchen Quellen auch bereits 1733)
- Richard Lewis – Upon Prince Madoc's Expedition to the Country now called America, in the 12th Century. ein poetisches Märchen eines Walisers[6]
- Lady Mary Wortley Montagu – The Dean's Provocation for Writing the Lady's Dressing-Room, anonym veröffentlicht (siehe auch Jonathan Swifts The Lady's Dressing-Room. 1732).[5]
- Alexander Pope:
  - An Epistle to Lord Cobham, 1734 veröffentlicht, auch wenn der Buchtitel 1733 angibt.[5]
  - An Essay on Man, vierte und letzte Epistel. Alle vier Epistelen (1–3 im Jahre 1733) wurden zusammen 1734 anonym veröffentlicht.[5]
  - The First Satire of the Second Book of Horace inklusive der Second Satire of the Second Book of Horace, die in diesem Jahr separat erschien[5]
  - Sober Advice From Horace, anonym veröffentlicht., Paralleltext in Englisch und Latein.[5]
- James Thomson – Liberty, dem Prince of Wales gewidmet.
- Jonathan Swift – A Beautiful Young Nymph Going to Bed, anonym veröffentlicht.[5]
- Robert Tatersal – The Bricklayer's Miscellany; or, Poems on Several Subjects[5]
- Joseph Trapp – Thoughts Upon the Four Last Things, anonym veröffentlicht. In vier Teilen (Death, Judgment, Heaven, Hell), die Reihe wurde bis 1735 fortgesetzt.[5]

### Sachliteratur

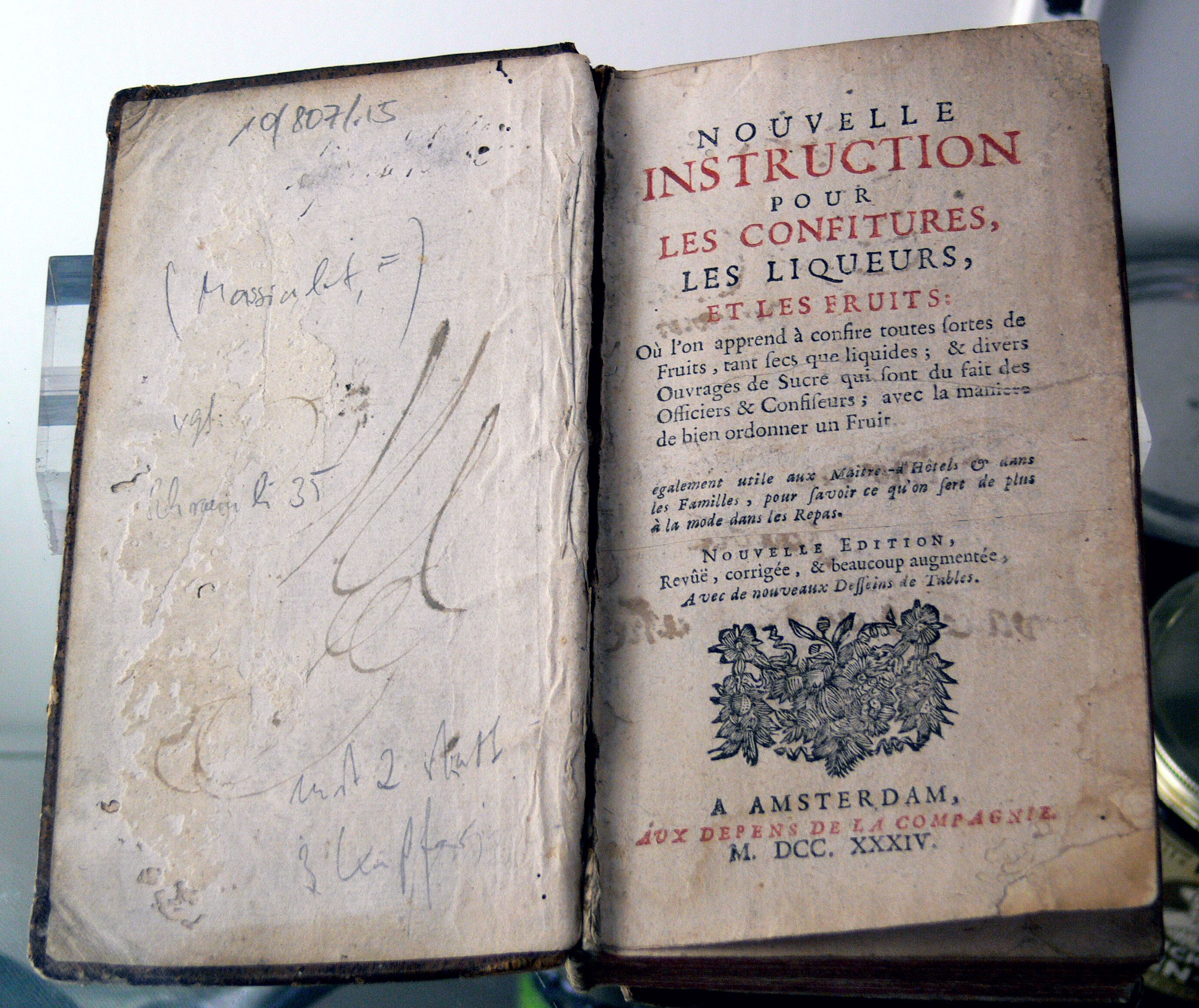
Nouvelle instruction pour les confitures, les liqueurs, et les fruits, Amsterdam 1734, Zucker-Museum Berlin

- Anonymous – A Rap at the Rhapsody (bezogen auf Swifts On Poetry, 1733)
- Anonym – Nouvelle instruction pour les confitures, les liqueurs, et les fruits
- Jean Adam – Miscellany Poems
- Joseph Addison – A Discourse on Antient and Modern Learning (posth.)
- John Arbuthnot – Gnothi Seauton: Know Yourself
- Francis Atterbury – Sermons
- George Berkeley – The Analyst
- Thomas Birch (Hrsg.): A general dictionary historical and critical. (10 Bde. bis 1741)
- Henry Brooke – Design and Beauty: an Epistle
- Isaac Hawkins Browne – On Design and Beauty
- Dimitrie Cantemir – History of the Growth and Decay of the Ottoman Empire
- Robert Dodsley – An Epistle to Mr. Pope
- John Jortin – Remarks on Spenser's Poems

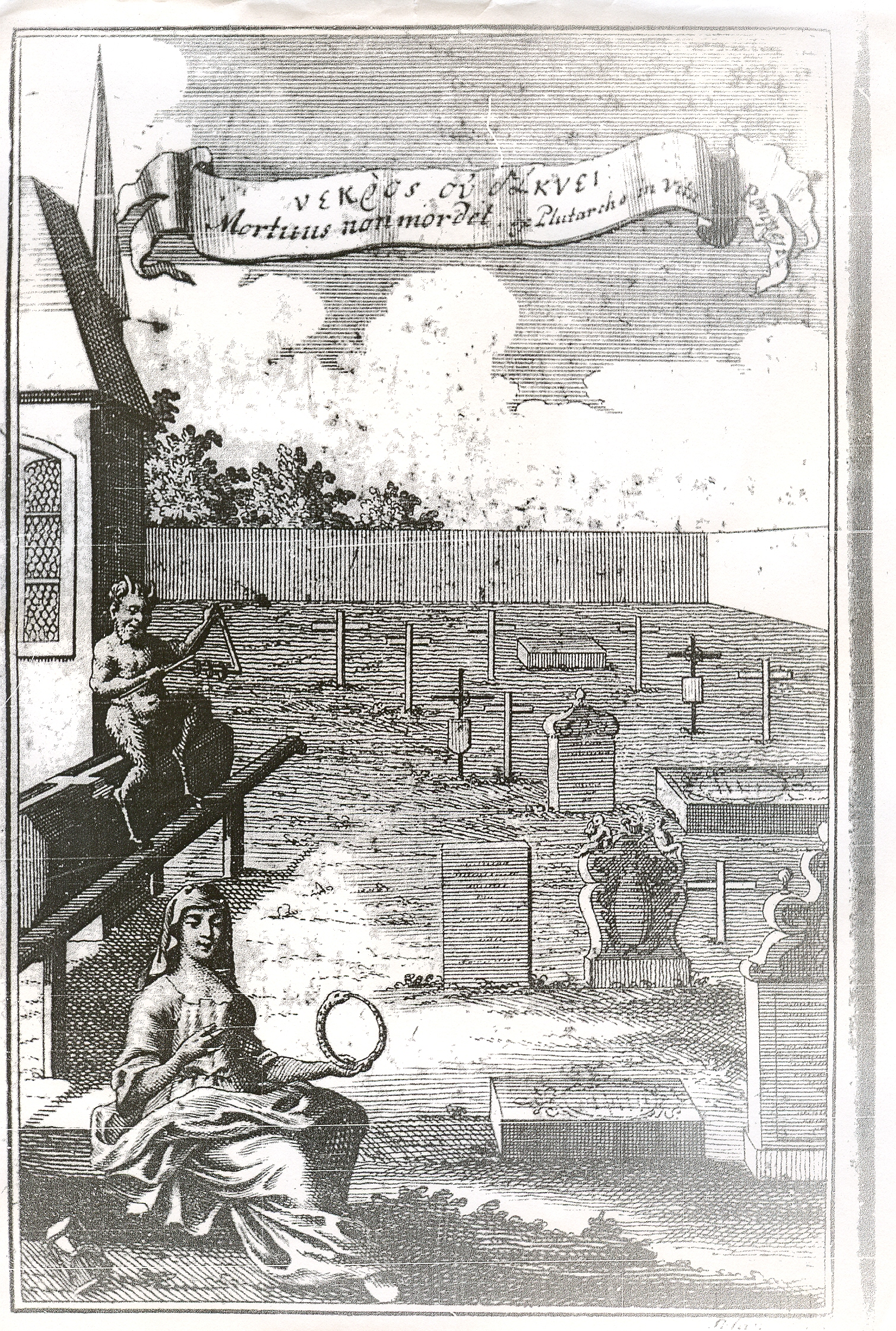
Frontispiz des Tractat von dem Kauen und Schmatzen der Todten in Gräbern von Michael Ranft, 1734

- Lady Mary Wortley Montagu – The Dean's Provocation for Writing the Lady's Dressing–Room (bezogen auf Swifts "The Lady's Dressing Room")
- Alexander Pope
  - Essay on Man
  - An Epistle to Lord Cobham ("Moral Epistle I")
  - The First Satire of the Second Book of Horace
  - Sober Advice from Horace
- Karl Ludwig von Pöllnitz – Mémoires
- Michael Ranft – Tractat von dem Kauen und Schmatzen der Todten in Gräbern, worin die wahre Beschaffenheit derer Hungarischen Vampyrs und Blut-Sauger gezeigt, auch alle von dieser Materie bißher zum Vorschein gekommene Schrifften recensiret werden
- Jonathan Richardson – Explanatory Notes on Milton's Paradise Lost
- George Sale – The Koran
- Emanuel Swedenborg – Opera philosophica et mineralia
- Aegidius Tschudi – Chronicon Helveticum Erster Band. Postum herausgegeben von Johann Rudolf Iselin (Zweiter Band, 1736)
- Joseph Trapp – Thoughts Upon the Four Last Things ("Death, Judgment, Heaven, Hell")
- Voltaire – Lettres anglaises

## Geboren

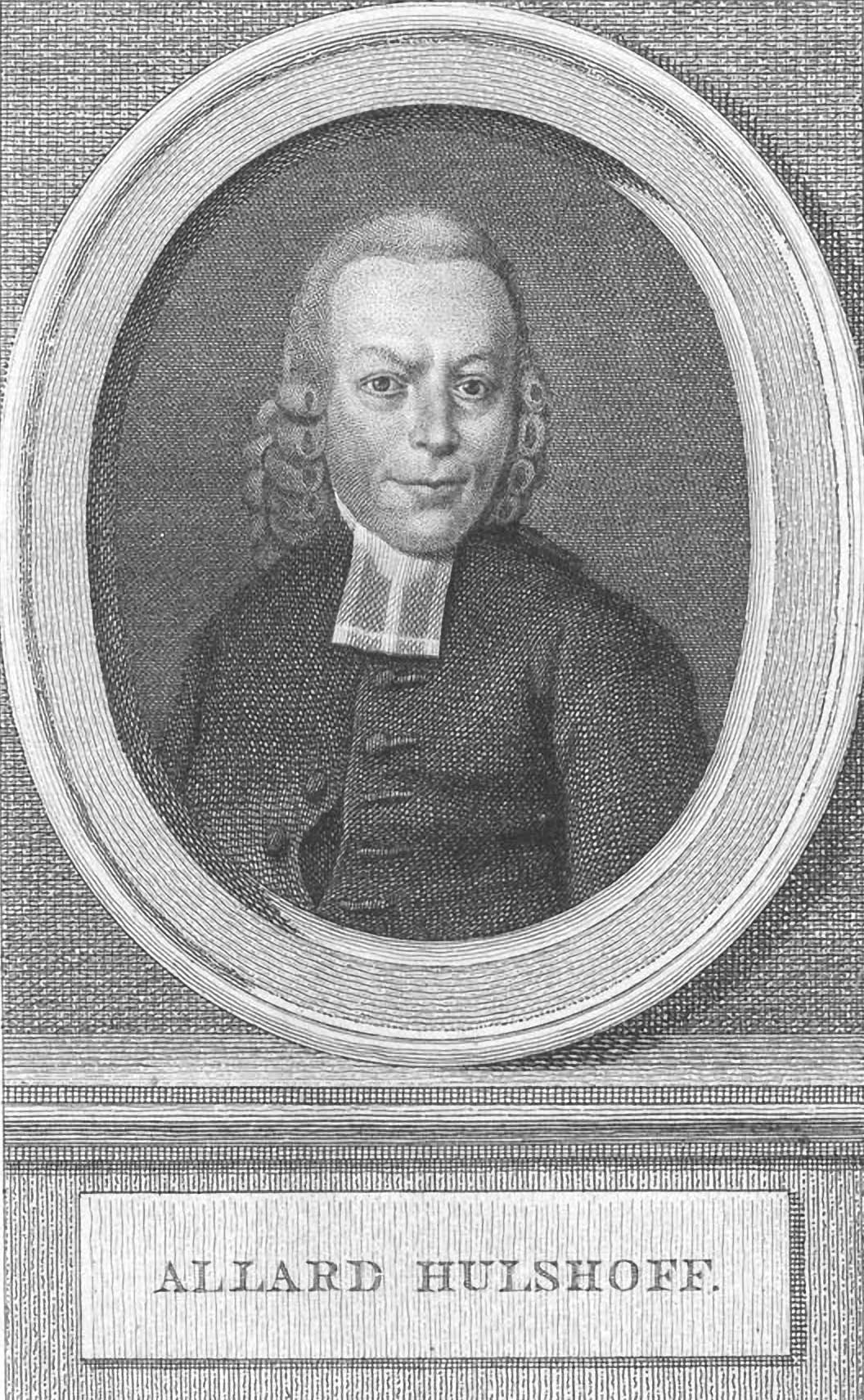
Allard Hulshoff (1734–1795)

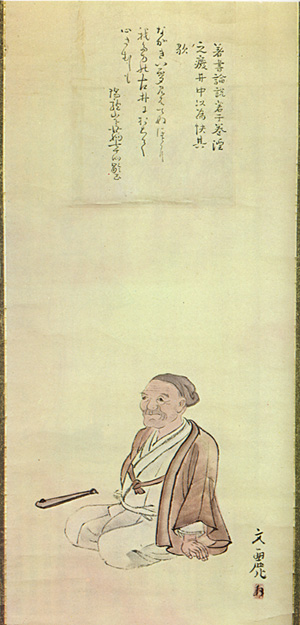
Porträt Ueda Akinaris (1734–1809) von Kōga Bunrei, um 1800

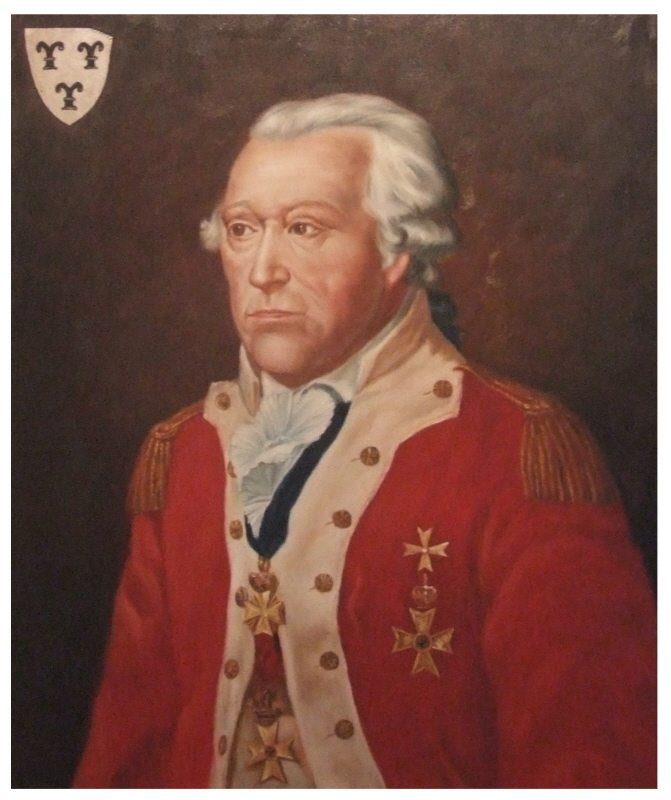
Friedrich Eberhard von Rochow (1734–1805)

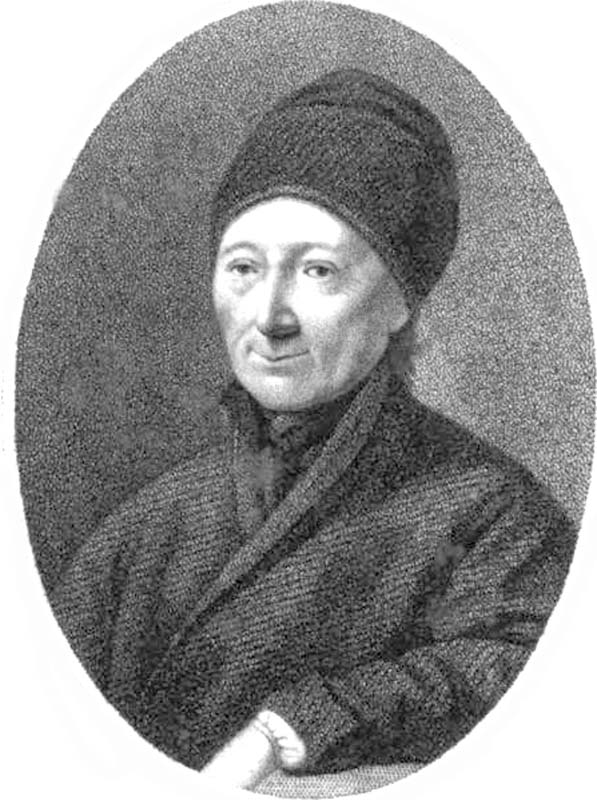
Johann August Nösselt (1734–1807)

- 10. Januar: Fleury Mesplet, französischer Drucker und Verleger († 1794)
- 05. Februar: Johann Georg Gottlob Schwarz, deutscher evangelischer Theologe († 1788)
- 20. Februar: Allard Hulshoff, niederländischer reformierter Theologe († 1795)
- 09. März: Vicente Antonio García de la Huerta spanischer Dichter und Kritiker († 1787)
- 30. März: Christian Gottlieb Bergmann, deutscher Jurist und Bürgermeister von Zittau († 1822)
- 02. Mai: Johann August Nösselt, deutscher evangelischer Theologe († 1807)
- 05. Mai: François-Jean de Chastellux, französischer Militär und Schriftsteller († 1788)
- 15. Mai: Dmitri Alexejewitsch Golizyn, russischer Diplomat und Mineraloge und Autor aus dem Fürstenhaus Galitzin († 1803)
- 27. Mai: Philipp Ernst Spieß, deutscher Historiker, Archivar, Offizier und Publizist († 1794)
- 25. Juli: Ueda Akinari, japanischer Schriftsteller und Philologe († 1809)
- 20. August: Karl Gottlob Just, deutscher Jurist und Bürgermeister von Zittau († 1792)
- 11. Oktober: Friedrich Eberhard von Rochow, preußischer Gutsbesitzer und Pädagoge zur Zeit der Aufklärung, bekannt vor allem durch seine Schulreform im Geist des Philanthropismus († 1805)
- 23. Oktober: Nicolas Edme Restif de la Bretonne, französischer Romancier und Wegbereiter des Verismus und Naturalismus († 1806)
- 11. November: František Martin Pelcl, tschechischer Schriftsteller, Historiker und Philologe († 1801)
- 17. Dezember: Johann Ludwig Schulze, deutscher Philologe und evangelischer Theologe († 1799)
- 21. Dezember: Manuel do Nascimento, portugiesischer Lyriker, Ordensmann und Übersetzer († 1819)
- 31. Dezember: Claude-Joseph Dorat, französischer Schriftsteller und ein Gegner der Philosophie der Aufklärung († 1780)
- genaues Datum unbekannt: Catharina Ahlgren, schwedische Schriftstellerin († 1800)
- genaues Datum unbekannt: Robert Aitken, Drucker und Verleger († 1802)
- genaues Datum unbekannt: Friedrich August Cartheuser, deutscher Chemiker und Pharmazeut († 1796)
- genaues Datum unbekannt: Sakurada Jisuke I., japanischer Kabuki-Autor († 1806)

## Gestorben
- 06. Januar: John Dennis, englischer Dramatiker und Literaturkritiker (* 1657)
- 24. Februar: Marie-Jeanne Lhéritier, französische Verfasserin von Märchen (* 1664)
- 01. März: Roger North, englischer Rechtsanwalt, Biograf und Musiktheoretiker (* 1653)
- 12. März: Antonius Schultingh, niederländischer Jurist und Humanist (* 1659)
- 25. April: Johann Conrad Dippel, englischer Theologe (* 1673)
- Mai: Richard Cantillon, französischer Ökonom (* 1680)
- 25. Juni: Johann Friedrich Riederer, deutscher Schriftsteller (* 1678)
- 12. Juli: Johann Gottlieb Olearius, deutscher Rechtswissenschaftler und Historiker (* 1684)
- 09. August: Georg Sigismund Green der Ältere, deutscher lutherischer Theologe (* 1673)
- 17. September: Thomas Fuller, englischer Grammatiker (* 1654)
- Oktober: Thomas Lloyd, englischer Lexikograph (* um 1673)
- 18. Oktober: James Moore Smythe, englischer Dramatiker (* 1702)
- ohne genaues Datum: Marie-Jeanne Lhéritier de Villandon, französische Schriftstellerin (* 1664)